# Ахалцихе (Каспский муниципалитет)
Ахалцихе (груз. ახალციხე) — село в Грузии, на территории Каспского муниципалитета края (мхаре) Шида-Картли.

## География
Село находится в центральной части Грузии, к востоку от реки Тедзами (правый приток Куры), на расстоянии приблизительно 7 километров (по прямой) к юго-западу от города Каспи, административного центра муниципалитета. Абсолютная высота — 812 метров над уровнем моря.

## Население
По результатам официальной переписи населения 2014 года, в Ахалцихе проживало 436 человек (214 мужчин и 222 женщины). В национальной структуре населения грузины составляли 99,5 %, осетины — 0,5 %.
| Год  | Население, человек |
| ---- | ------------------ |
| 2002 | 599                |
| 2014 | ↘ 436              |